# San Martín de la Vega del Alberche
San Martín de la Vega del Alberche é um município da Espanha na província de Ávila, comunidade autónoma de Castela e Leão, com área de 50,48 km², população de 237 habitantes (2007) e densidade populacional de 5,02 hab/km².
San Martín de la Vega del Alberche localiza-se a mais de 1.500 metros de altitude e conserva mostras de arquitetura tradicional como currais com portões carroceiros.

## Demografia
| Variação demográfica do município entre 1991 e 2004 | Variação demográfica do município entre 1991 e 2004 | Variação demográfica do município entre 1991 e 2004 | Variação demográfica do município entre 1991 e 2004 |
| --------------------------------------------------- | --------------------------------------------------- | --------------------------------------------------- | --------------------------------------------------- |
| 1991                                                | 1996                                                | 2001                                                | 2004                                                |
| 354                                                 | 324                                                 | 287                                                 | 253                                                 |